# Lac de Loz
Pour les articles homonymes, voir Lac de Lod.
Le lac de Loz (pron. Lo) se situe sur la commune valdôtaine de Valtournenche.

## Étymologie
Le toponyme Loz, ainsi que son homophone Lod (cf. le Lac de Lod), est une contraction orthographique des mots l'eau.

## Situation
Le lac se situe au lieu-dit du même nom, en amont du village de Pâquier, chef-lieu de la commune de Valtournenche.